# 宇多良炭坑
宇多良炭坑（うたらたんこう）は、南西諸島の西表島を流れる浦内川支流宇多良川付近において1935年（昭和10年）から1943年頃まで稼働していた炭鉱である。西表炭坑のうちのひとつであり、近代化産業遺産の一つに認定されている。県道の浦内橋付近から炭鉱まで長さ約1キロメートルの遊歩道が整備されている。

## 歴史
宇多良炭坑は、西表炭坑における採掘業者のひとつである丸三炭坑（まるみつたんこう）によって発見・開発された。丸三炭坑の前身である高崎炭坑は、沖縄炭坑の三谷坑で50名の従業員を束ねる請負人であった野田小一郎、沖縄炭坑の会計課長であった小栗公一、及び那覇市で金融業を営んでいた高崎庄三郎によって1924年（大正14年）に設立された。当初は西表島南西部の仲良川沿いの炭鉱を運営しており、1933年（昭和8年）から丸三合名会社に名称変更されている。
丸三炭坑は仲良川沿いの石炭枯渇に備え、1930年（昭和5年）頃から浦内川流域の地質調査を初めていた。1935年（昭和10年）1月、浦内川の支流である宇多良川の近くに大規模な石炭層が発見された。間もなく森林が切り開かれ、十数万円の費用をかけて総2階建て400名収容の独身寮や十数戸の夫婦用宿舎、売店などの各種設備が建設され、翌1936年から宇多良鉱業所として操業が始まった。
宇多良炭坑の石炭層は厚さ60センチメートルの本層と本層から上方に24メートル離れた厚さ40センチメートルの上層からなる。埋蔵量は本層が100万トン、上層が50万トンと見積もられた。石炭は坑道からトロッコで宇多良川河岸の貯炭場まで運ばれ、そこから20-30トン積みの小舟で浦内川河口まで送られた。最盛期の1938年（昭和13年）には1か月あたり2,500トンの石炭を産出していた。

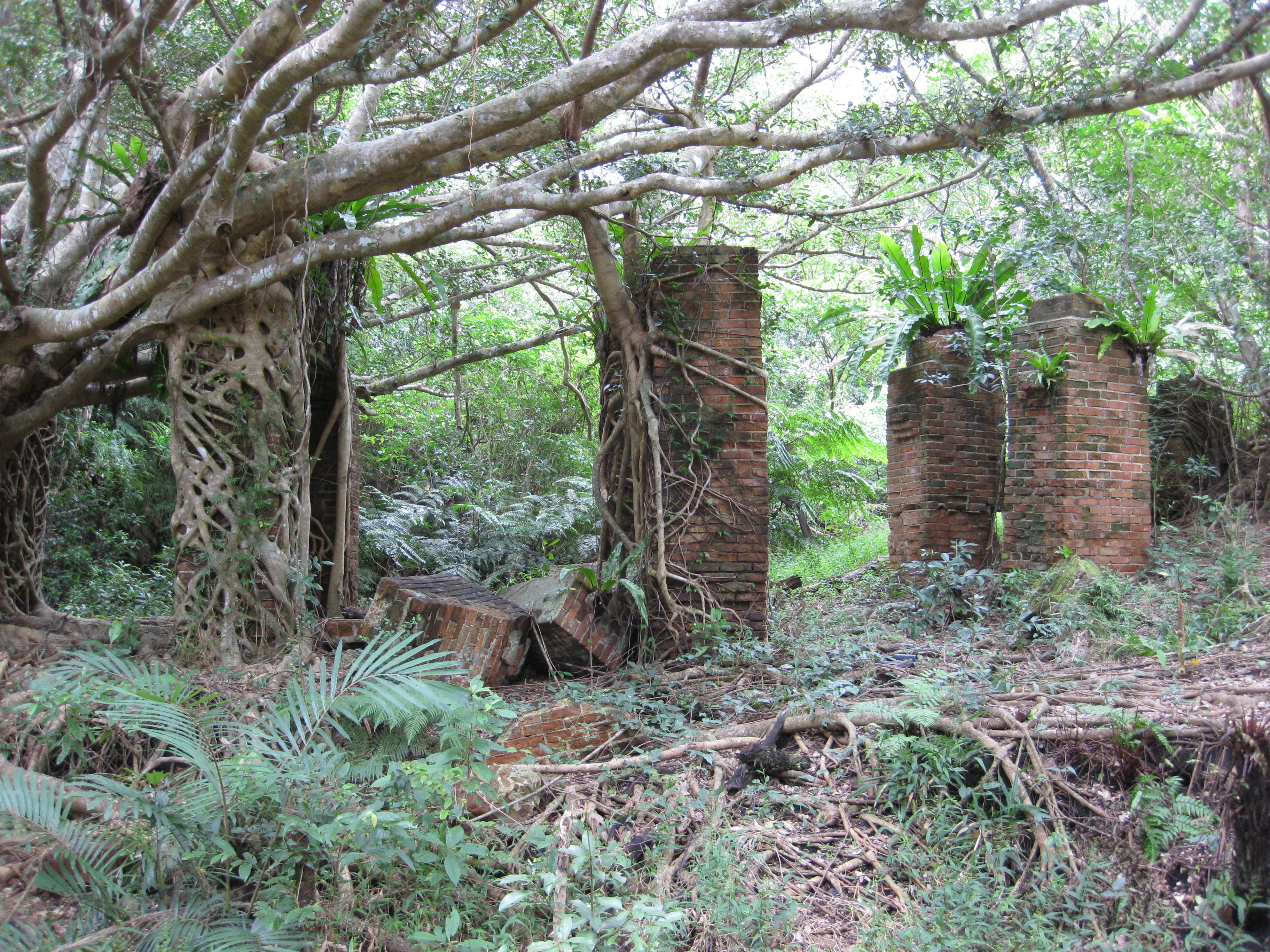
レンガ造りの支柱

当時の西表炭坑は衛生状態が悪く労働条件も過酷なものであったが、丸三炭坑はこれら劣悪な条件の改善を進めていた。衛生状態を改善するため住居にガラス窓が多用され上下水道や防蚊装置、大浴場、診療室が整備されており、マラリアの罹患率は西表島の炭鉱の中でも抜きん出て低かった。
労働者の娯楽のため300名を収容できる集会場が建てられ、芝居の上演や映画の上映が行われていた。労働者自身による劇団も作られ、集会場で芝居が披露されることもあった。また、労働者の子供たちに教育を受けさせるため「みどり学園」と呼ばれる私立学校も開設された。野田小一郎社長は石炭が枯渇した時に備え、周辺の農地開拓や漁船建造などを進めており将来は自給自足の村に発展させることを目指していた。
しかしながら、1941年（昭和16年）に太平洋戦争が始まり石炭の需要が高まると労働条件は過酷な状態に戻り、労働者の軍隊への招集や石炭輸送の寸断などによって1943年（昭和18年）頃には休止状態になった。さらには沖縄戦の空襲によって施設の大半が破壊されてしまった。野田小一郎社長は炭鉱の再開を断念し浦内で農業に従事するようになり、みどり学園も移転して後の竹富町立上原小学校の前身となった。
炭鉱が日本の近代化に果たした役割を後世に伝えるため、2007年（平成19年）に日本近代化産業遺産群の一つに認定され、木道などが整備されている。